# Johannes de Limburgia
Johannes de Lymburgia ou Johannes de Limburgia, aussi appelé Johannes Vinandi ou Jean de Limbourg, né avant 1400 et mort après 1431, est un compositeur flamand de musique religieuse (motets et messes), actif en Flandre et en Italie entre 1408 et 1430.

## Éléments biographiques
Son nom indique qu'il est sans doute originaire du duché de Limbourg ou peut-être de la ville de Limbourg .
Il a travaillé pour des églises de la principauté de Liège ; il a été succentor (maître de chant) à la collégiale Saint-Jean l'Évangéliste en 1426. 
Autour de 1430, il a travaillé en Italie, peut-être à Venise, à Vicence, ou à Padoue, où il a écrit des motets. Il est peut-être le presbiter Johannes de Francia qualifié de cantor qui a résidé à Padoue dans les années 1420 et qui obtient un bénéfice de la cathédrale de Padoue. 
En 1431, il est témoin dans le palais de l'évêque Pietro Emiliani de Vicence lors de la rédaction du testament d'un des membres de la famille Emiliani avec laquelle il a travaillé ; il y est désigné comme « prêtre » et sous le nom « de Lymburgia quondam Vinandi ». On perd sa trace après cette date.

## Œuvre
La plus grande partie de son œuvre musicale se compose de différentes parties de la messe (ordinaria, magnificat, hymnes) et de motets.
Comme pour Arnold et Hugo de Lantins, il est frappant de constater qu'un nombre relativement important de ses œuvres a été préservé : 46 compositions sont conservées dans le manuscrit Q.15 du Musée international et bibliothèque de la Musique à Bologne, copié dans les années 1420-1435, ; une messe est conservée dans un des Codices de Trente, manuscrits copiés de 1435 à 1470, le codex I-TRbc MS 1379 ou Trent 92.

### Éditions
- Johannes de Lymburgia: four motets from the Song of Songs, partition, édition par Ann Lewis des motets Pulcra es amica mea, Descendi in ortum meum, Surge propera amica mea et Tota pulcra es amica mea d'après le Cantique des Cantiques, Lustleigh, Antico Edition, 1985 (ISMN 979-0-57039-058-8)[11].

### Discographie
Monographie
- Johannes de Lymburgia : Gaude Felix Padua - Ensemble Le Miroir de Musique, dir. Baptiste Romain (octobre 2018, SACD Ricercar RIC 402)
Contient les motets Tota pulcra es, amica mea, Gaude Felix Padua, Recordare Virgo Mater, Magne Dies Leticie, Recordare Frater Pie, Virginis Proles, Salve Virgo Regina ; Magnificat Octavi Toni ; Kyrie Qui De Stirpe Regia ; Sanctus Admirabilis Splendor ; Agnus Dei.

Au sein de récitals
- Geistliche Musik um 1400 - Capella Antiqua de Munich, dir. Konrad Ruhland (octobre/novembre 1966, LP Telefunken/Teldec SAWT 9505-A)[12] (OCLC 123489029)
Contient les motets Surge propera, amica mea et Salve virgo regia.
- The Medieval romantics - Ensemble Gothic Voices, dir. Christopher Page (octobre 1990/mai 1991, Hyperion Records) (OCLC 25601930)
Contient le motet Tota pulcra es, amica mea.
- Binchois and his contemporaries - Ensemble Gothic Voices, dir. Christopher Page (23-25 mars 1995, coll. « The spirits of England and France », vol. 3, Hyperion Records CDA66783) (OCLC 163107529 et 503333343)
contient le motet Descendi in ortum meum.
- La Mare de Déu : chants religieux du Moyen Âge, laudes du Pape Célestin V, Alphonse X le Sage, Johannes de Lymburgia - René Zosso, chant et vielle ; Anne Osnowycz, chant et épinette (2010, Trob'art/Tròba vox TR024) (OCLC 762745629), (BNF 42259633)
Contient Ave docissemu Iesu Christo, adaptation de Salve, virgo regia de Johannes de Limburgia.